# Christian Due-Boje
Christian Due-Boje (* 12. Oktober 1966 in Farsta) ist ein ehemaliger schwedischer Eishockeyspieler, der in seiner aktiven Zeit von 1983 bis 2002 unter anderem für die Starbulls Rosenheim in der Deutschen Eishockey Liga gespielt hat.

## Karriere
Christian Due-Boje begann seine Karriere als Eishockeyspieler bei Hammarby IF, für dessen Profimannschaft er in der Saison 1983/84 sein Debüt in der damals zweitklassigen Division 1 gab und auf Anhieb in die Elitserien aufstieg. In der folgenden Spielzeit verfehlte das Team den Klassenerhalt, so dass der Verteidiger die gesamte Saison 1985/86 erneut mit Hammarby in der Division 1 verbrachte. Anschließend erhielt er einen Vertrag beim Erstligisten Djurgårdens IF, mit dem er zwischen 1989 und 1991 drei Mal in Folge die Schwedische Meisterschaft gewann. Zudem unterlag er 1992 mit den Hauptstädtern erst im Playoff-Finale den Malmö Redhawks. 
In der Saison 1997/98 lief Due-Boje für Södertälje SK in der Elitserien auf, ehe er für zwei Jahre zu den Starbulls Rosenheim in die Deutsche Eishockey Liga wechselte. Diese verließ er nach deren Rückzug aus der DEL im Anschluss an die Saison 1999/2000 und schloss sich den Malmö Redhawks an, bei denen er 2002 seine Laufbahn beendete.

### International
Für Schweden nahm Due-Boje an den U20-Junioren-Weltmeisterschaften 1985 und 1986 sowie den Olympischen Winterspielen 1994 in Lillehammer teil.

## Erfolge und Auszeichnungen
| - 1984 Bronzemedaille bei der Junioren-Europameisterschaft - 1984 Aufstieg in die Elitserien mit Hammarby IF - 1989 Schwedischer Meister mit Djurgårdens IF - 1990 Schwedischer Meister mit Djurgårdens IF - 1990 Europapokal-Gewinn mit Djurgårdens IF | - 1991 Europapokal-Gewinn mit Djurgårdens IF - 1991 Schwedischer Meister mit Djurgårdens IF - 1992 Schwedischer Vizemeister mit Djurgårdens IF - 1994 Goldmedaille bei den Olympischen Winterspielen |